# Thorodiplosis impatientis
Thorodiplosis impatientis är en tvåvingeart som beskrevs av Ephraim Porter Felt 1921. Thorodiplosis impatientis ingår i släktet Thorodiplosis och familjen gallmyggor. Inga underarter finns listade i Catalogue of Life.